# Gerhard Haniel

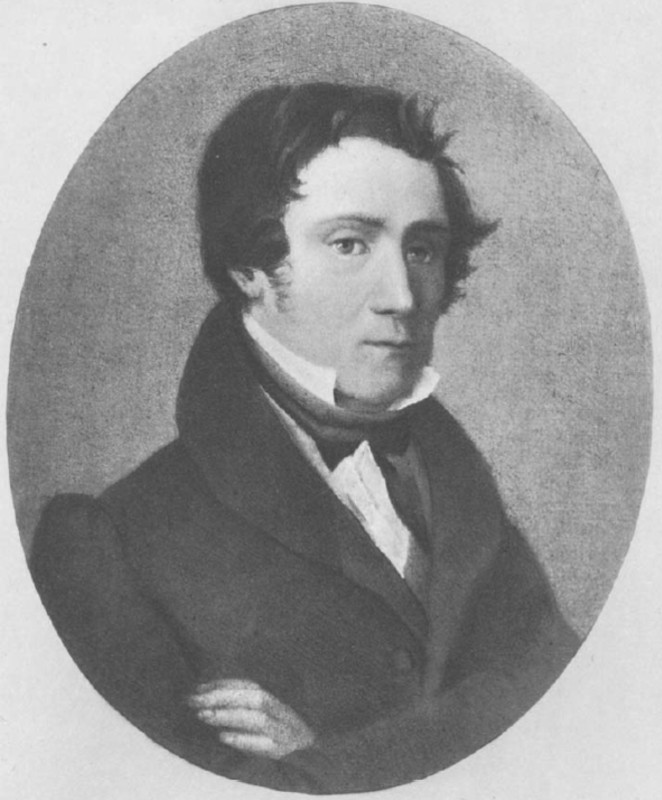
Gerhard Haniel

Gerhard Haniel (* 21. November 1774 in Ruhrort, heute Duisburg; † 23. August 1834) war ein deutscher Unternehmer.

## Leben und Wirken
Gerhard Haniel war das drittälteste überlebende Kind von Jacob Wilhelm Haniel und Aletta Haniel geb. Noot. Er hat wahrscheinlich eine ähnliche Schulausbildung wie sein jüngerer Bruder Franz Haniel erhalten. Anschließend musste er im Geschäft der seit 1782 verwitweten Mutter Aletta aushelfen. 1793 begann er im Alter von 19 Jahren eine Weiterbildung bei Anton Franz Cassinone (1712–1799) in Köln – einem Geschäftspartner der Haniels mit Niederlassungen in Frankreich. Als die französischen Revolutionstruppen im Herbst 1794 den linken Niederrhein eroberten, kehrte er nach Ruhrort zurück.
Ab 1796 war er wie sein Bruder Franz in der Firma J. W. Haniel seel. Wittib seiner Mutter beschäftigt. Er kümmerte sich vor allem um den Kohlenabsatz für die Firma J. G. Müser & Comp., an der das Haus Haniel seit 1796 beteiligt war. Hier vertrat er seine Mutter. Es kam jedoch zu Konflikten mit Carl Friedrich Gethmann, einem Kompagnon der Firma Müser, der ihm  mangelhafte Buchführung vorwarf. 1802 wurde die Firma J. G. Müser & Comp. schließlich aufgelöst. Im selben Jahr gründete Gerhard Haniel seine eigene Kohlenhandlung und -Reederei. Geschäftspartner waren zwei ehemalige Beteiligte der Müser-Kompanie: ein Mitglied der Familie Müser und wahrscheinlich Gerhard Haniels Vetter Peter Heinrich Noot.
Das Geschäft wurde zunächst auf gemeinsame Rechnung mit der Kohlenhandlung seines Bruders Franz betrieben, d. h. die Konten waren noch nicht getrennt, der Bankrott des einen hätte auch den anderen in den Ruin treiben können. Die Firma existierte mindestens bis 1809 und schien sehr erfolgreich gewesen zu sein. So betrieb er seine Reederei im Jahr 1806 mit acht Ruhrschiffen, so genannten Nachen, während Bruder Franz nur über sechs Nachen verfügte.
Ab 1802 war er an der Firma seiner Mutter beteiligt. 1809 wurde das Geschäft aufgelöst und zwischen ihm und seinem Bruder Franz aufgeteilt. 1805 erwarb er gemeinsam mit Franz die Anteile der Fürstäbtissin Maria Kunigunde an den Eisenhütten St. Antony und Neu-Essen. Dritter Eigentümer war der Schwager Gottlob Jacobi. Mit dem Kauf der Hütte Gute Hoffnung 1808 und der Beteiligung des Schwagers Heinrich Huyssen entstand die Hüttengewerkschaft und Handlung Jacobi, Haniel & Huyssen (JHH), die spätere Gutehoffnungshütte (GHH). Abwechselnd übernahmen die Teilhaber nach dem Tod Jacobis 1823 die Leitung der Hüttengewerkschaft. Dass er seine Reederei nicht nur für den Kohlentransport einsetzte, zeigte die 1817 erfolgte Übernahme des Salztransportmonopols auf der Ruhr für mindestens ein Jahr. Ab 1826 war er Mitglied im Ruhrorter Gemeinderat.
Seit Dezember 1807 war er mit Henriette Magdalena Huyssen verheiratet, der älteren Schwester von Franz Haniels Ehefrau Friederike. Das Paar hatte drei Kinder. Er hinterließ seine Frau Henriette, die Söhne Carl Haniel (1811–1861) und Alphons (1814–1891) sowie Tochter Bertha (1813–1899), die ihren Cousin Hugo Haniel geheiratet hatte.
Vermutlich zu Beginn des 19. Jahrhunderts und verstärkt Anfang der 30er Jahre erwarb Gerhard Haniel Beteiligungen an mehr als einem Dutzend Zechen im Ruhrgebiet.